# MNK Vinkovci
MNK Vinkovci je Malonogometni klub osnovan 2005. godine. Trenutno nastupa pod nazivom „MNK Vinkovci – Učilište Studium”.
Uz mušku, djeluje i ženska sekcija kluba. Klub je isprva trenirao na igralištu na Lokosima. Danas igraju utakmice u športskoj dvorani na Lapovci.
Boja kluba je svijetlo-plava.

## Unutarnje poveznice
- MNK Vinkovci (žene)

### Mrežna sjedišta
- Klub. Službene stranice MNK Vinkovci. Pristupljeno 29. travnja 2025.